# 赖明勇
赖明勇（1965年6月—），江西吉水人，男，汉族，中华人民共和国经济学家、政治人物，中国民主建国会会员。现任湖南省政协副主席，民建中央常委、湖南省主委。

## 生平

### 湖南大学
1982年9月，在湖南大学应用数学系应用数学专业学习。1986年7月，本科毕业后留在湖南大学任教。1988年9月，在湖南大学经济管理工程系工业管理工程专业硕士研究生。1992年9月，在北京大学经济系进修博士课程。1994年3月，在国防科技大学系统工程与数学系系统工程专业在职研究生学习，获工学博士学位。1998年10月，在日本千叶大学经济学部做博士后。
2000年7月，任湖南大学工商管理学院副院长。2001年9月，挂职任湖南省民政厅厅长助理。2002年4月，任湖南大学经济与贸易学院院长。2002年6月，任民建湖南省副主委。2002年12月，当选为中国民主建国会常务委员。2008年1月，任湖南大学校长助理，同年入选教育部“长江学者”特聘教授。2010年1月，任湖南大学副校长。2011年2月，任民建湖南省主委。

### 湖南省政协
2013年1月，任湖南省政协副主席。2014年3月，任长沙理工大学校长。2017年1月，任湖南省科学技术厅厅长。2019年1月，卸任湖南省科学技术厅厅长职务。
2008年，当选第十一届全国政协委员，代表中国民主建国会，分入第八组。2013年，当选第十二届全国人民代表大会湖南地区代表。2018年1月，当选第十三届全国政协委员。